# THE KING OF FIGHTERS XV
『THE KING OF FIGHTERS XV』 は、SNKから発売された対戦型格闘ゲームであり、『ザ・キング・オブ・ファイターズ』のナンバリング作品第15弾にあたる。
『XIV』の続編である本作は、前作から引き続き3Dグラフィックとなっており、各種演出はブラッシュアップされている。
また、ストーリー上の特徴では、本作の主人公のシュンエイと、「オロチ編」「ネスツ編」「アッシュ編」の歴代主人公が初めて出そろうことが挙げられる。

## リリース
当初は2021年発売予定だったが、COVID-19による日本国内の混乱が開発にも影響したため、2022年（第一四半期）に延期され、最終的には2022年2月17日にPlayStation 4、PlayStation 5、Xbox Series X/S、PC（Windows 10・Epic Games・Steam）にて発売された。また、デジタル版『THE KING OF FIGHTERS XV Deluxe Edition』（以下：『デラックスエディション』）には、ゲーム本編+KOF XV TEAM PASS 1（DLCキャラクター×6体）が含まれるほか、予約特典として2月14日から遊べるようになるため、SNKからはストーリーモードやギャラリーモードといったネタバレの配信・投稿および拡散を控えるよう注意喚起が行われた。

## 登場人物
担当声優は前作『XIV』からの新規キャストが採用されている。前作に登場しないキャラクターはアニメ『THE KING OF FIGHTERS: DESTINY』やスマートフォンアプリ『THE KING OF FIGHTERS ALLSTAR』でのキャストが採用されている一方、一部新規にキャスティングされているキャラクターも存在する。
| 出場キャラクター       | 出場キャラクター | 出場キャラクター | 出場キャラクター |
| チーム名               | メンバー | メンバー | メンバー |
| ---------------------- | --- | --- | --- |
| ヒーローチーム         | シュンエイ | 明天君 | 二階堂紅丸 |
| 三種の神器チーム       | 草薙京 | 神楽ちづる | 八神庵 |
| ライバルチーム         | イスラ | ハイデルン | ドロレス |
| K´チーム               | K' | マキシマ | ウィップ |
| アッシュチーム         | アッシュ・クリムゾン | エリザベート・ブラントルシュ | ククリ |
| クローネンチーム       | クローネン | クーラ・ダイアモンド | アンヘル |
| オロチチーム           | 七枷社 | シェルミー | クリス |
| 怒チーム               | レオナ・ハイデルン | ラルフ・ジョーンズ | クラーク・スティル |
| 餓狼チーム             | テリー・ボガード | アンディ・ボガード | ジョー・東 |
| G.A.W.チーム           | アントノフ | ラモン | キング・オブ・ダイナソー |
| エージェントチーム     | ブルー・マリー | ヴァネッサ | ルオン |
| 龍虎チーム             | リョウ・サカザキ | ロバート・ガルシア | キング |
| スーパーヒロインチーム | 麻宮アテナ | 不知火舞 | ユリ・サカザキ |
| ボスキャラクター       | ボス：リ・ヴァース 最終ボス：オトマ・ラガ                                                                                            | ボス：リ・ヴァース 最終ボス：オトマ・ラガ                                                                                            | ボス：リ・ヴァース 最終ボス：オトマ・ラガ                                                                                            |
| DLC追加キャラクター    | | | |
| 餓狼MotWチーム         | ロック・ハワード | 牙刀 | B.ジェニー |
| サウスタウンチーム     | ギース・ハワード | ビリー・カーン | 山崎竜二 |
| 裏オロチチーム         | オロチ社 | オロチシェルミー | オロチクリス |
| サムライチーム         | 覇王丸 | ナコルル | ダーリィ・ダガー |
| 単独キャラクター       | オメガ・ルガール、矢吹真吾、キム・カッファン、シルヴィ・ポーラ・ポーラ、ゲーニッツ、ナジュド、デュオロン、四条雛子、マチュア、バイス | オメガ・ルガール、矢吹真吾、キム・カッファン、シルヴィ・ポーラ・ポーラ、ゲーニッツ、ナジュド、デュオロン、四条雛子、マチュア、バイス | オメガ・ルガール、矢吹真吾、キム・カッファン、シルヴィ・ポーラ・ポーラ、ゲーニッツ、ナジュド、デュオロン、四条雛子、マチュア、バイス |

## 開発
前作『KOF XIV』の開発終了時点から本作の開発は決まっていたものの、その前に決まっていた『SAMURAI SPIRITS』の開発に伴い想定よりも開発スタートが若干ずれ込み、そのうえCOVID-19の流行によって開発作業が2か月ほど止まった。
本作の開発体制はSNK社内だけでも約100人（うち常駐スタッフは80～90人）、外部を含めると総勢約400人とされており、その約半数がグラフィック関連のスタッフである。前作は徐々に開発体制を拡大していったのに対し、本作は対応プラットフォームが増えた関係で最初から大規模な体制が組まれた。
同様の理由ならびにシェーダー強化の目的から、本作ではシリーズで初めてUnreal Engineが用いられた。同エンジンの検証は、前作の開発後半にあたる2017年から行われており、実装作業は比較的容易だったとチーフプロデューサーの小田泰之はUnreal Engineのブログ記事の中で振り返っている。
さらに、『KOF』シリーズのプレイヤーの9割は日本国外であるため、ネオジオ時代のように技名や用語を適当につけるわけにはいかないため、アシスタントプロデューサーのジョシュア・ウェザーフォードに表記を考えてもらった上で、各言語に訳された。
たとえば、新システムであるシャッターストライクは当初別の名前だったが、英語のネイティブスピーカーとの話し合いで現在の名前に変更され、北米版のキャッチコピー「SHATTER ALL EXPECTATIONS」の誕生にもつながった。
本作のストーリーの骨子はクリエイティブディレクターのおぐらえいすけが担当しており、そこからさらにブラッシュアップを重ねてストーリーへと昇華させていった。

### システム構築
本作のシステム構築に当たっては、前作のプレイヤーがスムーズに移行できるようにするという方針が立てられた。ただし、前作の時点で偏った遊び方をする傾向がみられたほか、過去作のプレイヤーからは前作のシステムの評判がいまいちだったため、それらを解消する方向で調整が加えられた。
たとえば、MAXモード(クイック)の場合、上級者同士の対戦において、押しの強いプレイスタイルでMAXモード(クイック)が多用されたため、本作においてはパワーゲージ2本を消費しないと使えないようになった。
演出面においては、前作では分割画面でキャラクター同士の掛け合いを見せていたものの、一方のキャラクターがしゃべっている間、もう一方がほとんど動かなかったのは味気なかった上、口の動きも無理やりツールでそれらしく見せていた点も気になったと空中はファミ通とのインタビューの中で振り返っており、本作においては口の動きにこだわったと話している。また、前作ではキャラクターの掛け合いを全員決まった人数で行っていたため無理が生じたことから、本作においては関係のあるキャラクター同士の掛け合いに限定された。

### キャラクター選定・セッティング
本作のようなシリーズ物は、キャラクターが重要な立ち位置にあるため、デザインだけでなく、登場人物の男女比などといった課題を一つずつ解決していき、最終的には開発スタッフが納得するまでは話し合いをする形でキャラクターが決められていった。
小田は基本的には人気のキャラクターを一通り起用しようとは考えているものの、それではコアファンの要望がマニアックなところ（例：藤堂竜白）に集約されてしまうとも話している。
DLCのうち、“サウスタウンチーム”と“餓狼MotWチーム”は北米市場の人気をふまえて選定された。小田はサウスタウンチームのギースや、初期プレイアブルの一つである餓狼チームのテリーは、いずれも北米で人気が高いうえに、他社作品へのゲスト出演の実績があるため、そのあたりの影響もあるかもしれないと述べている。
新キャラクターであるイスラの性格の基本的な部分はおぐらが担当しており、シュンエイのライバルという立ち位置から、彼とは対の存在になるように設定された。一方、イスラが操る幻影の「アマンダ」の名前やそのキャラクター性を構築したのは、ゲームデザイナーとしてシナリオやセリフを担当した平山美彩である。おぐらはアマンダがゲーム世界にうまくはまったとファミ通とのインタビューの中で振り返っている。
平山はおぐらやゲームディレクターの空中海人が選定したキャラクターをもとにした、彼らの相関関係の構築にも関わっており、本作はチームメンバーの編成が変更されていることから、齟齬が生じないように注意を払っているとファミ通とのインタビューの中で話している。
チーム編成とストーリーの構築の順序はチームによって異なり、例えばシュンエイと明天君のいる“ヒーローチーム”とイスラの“ライバルチーム”はチーム編成が先行した。当初、ヒーローチームはテリーも含める予定だったが、餓狼チームで組ませたいということで却下され、過去作でも新人と組んだ経験のある二階堂紅丸が代わりに加わった。一方、アントノフ率いる“G.A.W.”チームは、彼夜逃げしてプロレス団体を立ち上げるというシナリオ案が先行している。
新キャラクターのドロレスは当初どこかの組織の幹部として設定されていたが、しっくりこなかったため、ククリの亡き師匠が復活した存在に変更され、狂言回しという立ち位置に据えられた。イスラも組織の一員という設定だったが、おぐらの抱いていたイメージと合わなかったため変更された。
この2人のデザインのコンセプトはおぐらの案がもとになっているが、紆余曲折の末、最終的には『SAMURAI SPIRITS』のメインデザイナー・佐治有倫がまとめたデザインが採用されためた。ドロレスはナカタによる初期案がおぐらにとってよかったので、それを生かす方針がとられたうえで、佐治がデザインの詳細を詰めた。
また、平山はアッシュ・クリムゾンやオロチチームなど一部の人気キャラクターについて、最初はすごく緊張していたが、癖が強い分ちゃんとセリフに落とし込める要素が多かったため、そのような意味ではやりやすかったと振り返っている。
逆にやりにくかったキャラクターとして、平山はククリを挙げており、その理由として、前作の時点でキャラクターとして完成していたことに加え、本当にひどいことは言わずちょっとけなす程度だったので、かっこいい部分を崩さずに言葉を選ぶのが大変だったと振り返っている。
既存のキャラクターは、起用が決まった段階でデザインを変更するか否かを決めた後、デザインの方向性や細かい部分を詰めていった。
たとえば、麻宮アテナの場合、新キャラクターと同様に、テーマを限定せずにアイデア出しをするところから始まった。その中には制服やアイドル風の衣装といった従来寄りの案もあったが、前作がセーラー服だったため、メインキャラクターデザイナーのナカタトモヒロからおぐらに方向性を変えてはどうかという提案が出された。その結果、アイドルと拳法両方の要素を組み込んだデザインにする方針が固められ、髪型もロングヘアーからショートヘアに変更された。
このほかにも、SNKゆかりのキャラクターが背景に登場するケースや、ステージ内にその痕跡が残されているケースもある。

### プラットフォーム選定
小田は前作の流れでPS4ベースのファン層が形成されていたことを把握していたため、PS4を基準とすることは最初から決まっていた。ただし、家庭用ゲーム機の入手が困難な地域や国もあることに加え、また、PCはパーツを差し替えるだけで強化できることから、中南米や東ヨーロッパでは人気があり、PCもプラットフォームの一つに加わった。マルチプラットフォームゲームとしての基礎的なところはUnreal Engineが担ってくれるものの、ネットワークや動作環境の仕様の差は個別対応が必要だったと小田は振り返っている。

### 音楽
本作のサウンドは、サウンドディレクターの麻中秀樹、サウンドデザイナーの佐々木みのり、そして日野槙邑子の3人が中心となって制作され、『XIV』で導入された因縁対決BGMも引き続き採用された。麻中はファミ通とのインタビューの中で、言葉に出なくともサウンドスタッフ全員は『KOF』らしさを感覚として有しているとしたうえで、個人的にはプレイヤーが『KOF XIV』の続編として感じることを意識したと説明している。
楽曲制作にはゲームの形が出来上がっていることが必要であることから、サウンドチームは他部門から遅れて開発に参加するため、彼らが参加した時点ではすでにチーム編成などが確定していた。麻中は困ったこととして、これまでライバル同士だった京と庵が「三種の神器」チームとして組まれた結果、双方のテーマ曲が使えなくなったことを挙げており、ちづるを加えた3人を表現するために、新曲“Fictitious or Real”を制作したことを明かしている。一方で、ライバルチームはイスラのイメージを前面に出したいという思いから、企画担当者とのすり合わせの末に“Time for revolution It’s our generation”が作られた。
麻中によると、曲名は作曲者がつけており、曲名をどうとらえているかはスタッフによって違うとしつつも、SNKの伝統であるユニークな曲名を踏襲したいと思っているスタッフも多いという。たとえばシュンエイ対明天君戦のテーマ曲「そばがらまくら」は、麻中が作曲者に制作を依頼した際、明天君の持っている枕にちなみそば殻の枕をテーマにしてほしいと伝えたところ、それがそのまま曲名として採用されて驚いたと振り返っている。麻中自身は、キャラクターの秘めた一面を考慮したうえでつけることが多いとしており、例えばクローネンチームの“Liberty”の場合は、彼らがつかみ取った自由（Liberty）をイメージしたと話している。

## 反響

### オープンベータテストでの反響
小田はファミ通とのインタビューの中でオープンベータテストの評判が良かったと明らかにしており、特にネオジオが売れていた中南米の地域（メキシコ～アルゼンチン）からは異なる国同士でも対戦できる点が評判だったことが大きな成果の一つだったと振り返っている。